# Wiljalba Frikell
Wiljalba Frikell (* 27. Juni 1817 in Sagan, Schlesien; † 10. Oktober 1903 in Kötzschenbroda, Sachsen; eigentlich Friedrich Wilhelm Frickel) war ein deutscher Zauberkünstler. Wohl zu Anfang der 1840er Jahre ergänzte Frickel seinen Familiennamen in der Originalschreibweise durch den exotisch klingenden, erfundenen Vornamen Wiljalba. 1845 entfernte er den Buchstaben C aus dem Namen und wurde zu Wiljalba Frikel. Zu den Auftritten 1851 in London verdoppelte er den letzten Buchstaben L und verlagerte die Betonung auf die zweite Silbe von Frikell.

Professor Wiljalba Frikell, Illustrated London News von 1858

## Leben und Wirken

Friedrich Wilhelm Frickel in jungen Jahren

### Erste Jahre als Varietézauberer
Frickel wurde 1817 als Sohn eines Regimentsarztes im schlesischen Sagan geboren. Mit sechs Jahren war er eine Waise. Zudem gilt er als zauberkünstlerischer Autodidakt. Seine ersten Berufsjahre trat er wie viele Varietékünstler seiner Zeit in einem farbenprächtigen Kostüm auf, in seinem Fall unter anderem in einem Pagengewand aus der Zeit des französischen Königs Ludwig XIV.; zudem nutzte er zahlreiche Apparaturen für seine Bühnenzauberkunst. Er zeigte „Höhere Magie oder scheinbare Zauberei“. So soll er 1835 einen Auftritt in Marienbad gehabt haben, bei dem der griechische König Otto zugegen war und infolgedessen Frickel zu seinem Hofzauberkünstler ernannt wurde. Es folgte unter anderem eine Tournee durch den vorderen Orient, bei der er auch vor dem ägyptischen Khedive Mehemed Ali auftrat. Dazu kamen einige europäische Länder. In diesen ersten Jahren war der ab 1845 als Bellachini auftretende Zauberkünstler Samuel Berlach sein Schüler und Gehilfe.
Zurück in Deutschland war Frickel 1842 in Hamburg, wo er beim Großen Brand seine gesamte Bühnenausstattung verlor.

### Entwicklung des Manipulators
In der Folgezeit entwickelte Frickel einen neuen Typ Zauberkünstler, den Manipulator, der ohne große Gerätschaften auf der Bühne sein Publikum hauptsächlich durch seine Fingerfertigkeit (Taschenspielerei, engl. sleight of hand) und Kartenkunststücke (engl. card tricks) sowie seine Rednergabe zu verzaubern wusste. Er wechselte vom exotischen Kostüm zu einem eleganten Abendanzug und trat mehr oder weniger auf leerer Bühne auf. Auch entwickelte er seine Kunst zur Salonzauberei weiter (engl. parlor magic), bei der das Publikum einen wesentlich geringeren Abstand zum handelnden Künstler hatte. Eines seiner Hauptutensile wurde sein „unerschöpflicher Zylinderhut“, aus dem sich als Höhepunkt der Darbietung 200 Messingbecher ziehen ließen. Während dieser Zeit lernte er in Hamburg auch Heinrich Heine kennen.
Im Jahr 1845 nannte er sich Wiljalba Frikel; ab 1847 plakatierte er sich als „magisch-physikalischen Künstler“. 1851 war er in London. Dort schrieb er seinen Nachnamen mit einem zweiten L (Frikell) und betonte ihn auf der letzten Silbe. 1857 war er wieder in London und nannte sich „Wizard without Apparatus“ (dt. „Zauberkünstler ohne Apparaturen“). Dort war es auch, wo er im Folgejahr vor der englischen Königin Victoria und ihrer Familie auf Schloss Windsor auftreten durfte. Im selben Jahr folgte noch eine Tournee nach St. Petersburg.
In London sowie später in den Vereinigten Staaten veröffentlichte er zahlreiche Bücher auf Englisch mit Karten-, Taschenspieler- und Zaubertricks, die es vor allem interessierten Amateuren möglich machen sollten, in Salons Kunststücke vorzuführen. Er befasste sich zudem mit Illusionen und Beschwörungsdarstellungen (Mentalmagie, engl. conjuring), die er in seinem Werk Hanky panky (dt. Hokuspokus) niederschrieb.

### Ruhestand und USA-Tournee
Mit 44 Jahren setzte sich Frikell, durch seine Kunst zu Wohlstand gekommen, 1862 in Warmbrunnen (möglicherweise ist der Kurort (Bad) Warmbrunn / Warmbrunnen im Riesengebirge / Niederschlesien gemeint) das erste Mal zur Ruhe. In der Folgezeit verlor er durch Börsenspekulationen und durch seine Glücksspielsucht sein Vermögen, so dass er ab 1872 auf eine für ihn erfolgreich verlaufende Gastspielreise durch die USA gehen musste, auf der er sich in den folgenden zwei Jahren ein neues Vermögen aufbauen konnte.

### Erneuter Ruhestand und Rückzug aus der Öffentlichkeit

Frikell und seine Frau, Oktober 1903 (etwa zwei Tage vor seinem Tod)

Durch die Vermittlung eines befreundeten Zauberkunstkollegen aus Magdeburg gelangte Frikell auch nach Sachsen, wo er sich im nahe Dresden gelegenen Kötzschenbroda niederließ. Dort baute er sich im Ledenweg 6 ein durch einen markanten Schriftzug an der Hausfront Villa Frikell. benanntes Wohnhaus, das er gemeinsam mit seiner Ehefrau Marie Cäcilie Bernhardine geb. Heermann (* 26. Dezember 1837 in Sagan / Schlesien) bezog. Aufgrund seines Rufes als „Magier“ erhielt sein Wohnsitz im Volksmund den Namen „Hexerhaus von Kötzschenbroda“. Die 1936 abgerissene Villa lag direkt am Ledenweg vorn auf dem Grundstück, das heute nach Verlängerung durch die ehemalige Schulstraße und damit Neuordnung der Hausnummern durch das Grundstück Ledenweg 8 eingenommen wird. Mit seinem Ruhestand in der zweiten Hälfte der 1870er Jahre zog sich Frikell fast vollkommen aus der Öffentlichkeit zurück, zudem erschien vorerst sein letztes Buch.
Sein 50-jähriges Bühnenjubiläum feierte Frikell in Kötzschenbroda. Daneben gab er eher nur noch selten Wohltätigkeitsauftritte, so 1892 für notleidende Menschen in Dresden. Am 10. Januar 1895 gab er in Dresden anlässlich des Stiftungsfests des Chorgesangsvereins seinen Abschiedsauftritt von der Bühne. In der zweiten Hälfte der 1890er Jahre erschienen jedoch noch weitere Bücher von ihm, mindestens eines davon auch auf Deutsch.
Frikell verstarb 1903 in seiner Villa an einer „Herzlähmung“. Er wurde auf dem städtischen Friedhof beerdigt. Seine am 8. Dezember 1913 verstorbene Ehefrau wurde neben ihm beerdigt. Der einzige Sohn Adalbert Frickel (* vor 1862; † 26. August 1889), wie sein Vater auch ein Zauberkünstler, war bereits vor seinen Eltern 1889 in England verstorben.

## Houdini und Frikell

Houdini vor der Villa Frikell, 8. April 1903

Der junge Harry Houdini sammelte alle Informationen, die er beschaffen konnte, um eine Geschichte der Zauberkunst zu erstellen. Dabei erfuhr er genügend Details zur Zauberkunst des 19. Jahrhunderts, um viele der Behauptungen des bedeutenden Zauberkünstlers Jean Eugène Robert-Houdin als von dem Ghostwriter seiner Memoiren falsch dargestellt oder anderen Kollegen weggenommen zu bezeichnen. So eruierte Houdini, dass es tatsächlich Frikell war und nicht Robert-Houdin, der als Erster auf Kostüme und Draperien verzichtete und die Kunst der Manipulation anwandte. Und Houdini erfuhr 1903, dass Frikell noch lebte und nicht bereits verstorben war, wie allgemein vermutet worden war.
Houdini fuhr während seiner Europatournee 1903 nach Kötzschenbroda bei Dresden. Nach vielen Anstrengungen, zu einem Treffen mit dem Altmeister der Fingerfertigkeit zu kommen, traf Houdini nur noch in dessen Hause auf den gerade Verstorbenen.

## Ehrungen
Vom dänischen König Christian VIII. erhielt Frikell aufgrund seiner außerordentlichen Leistungen den Dannebrog-Orden für zivile Verdienste.
Frikell hat heute einen Platz in der Hall of Fame der Society of American Magicians.
Der US-amerikanische Journalist, Autor und Amateurzauberkünstler Fulton Oursler (1893–1952) gab sich das Pseudonym Samri Frikell, zusammengesetzt aus den Namen Samri Baldwin und Wiljalba Frikell.

## Werke

Magician′s Own Book

- Professor Wiljalba Frikell's Lessons in magic: Or, Two hours of illusions, without the aid of apparatus. 1858.
- Sociable, or, One thousand and one home amusements: Containing acting proverbs, dramatic charades, acting charades, or drawing-room pantomimes, musical … being a fund of never-ending entertainment. 1858.
- The secret out: Or, One thousand tricks with cards, and other recreations. Illustrated with over three hundred engravings. And containing clear and comprehensive … in chance, natural magic, etc., etc., etc. 1859.
- The magician′s own book, or The whole art of conjuring. Being a complete hand-book of parlor magic. Dick and Fitzgerald, New York 1862.
- Fireside games, for winter evening amusement. A repertory of social recreations, containing an explanation of the most entertaining games, suited to the family circle, and also adapted for social gatherings, pic-nics and parties. Dick and Fitzgerald, New York 1859 (Online-Version).
- Parlor tricks with cards : containing explanations of all the tricks and deceptions with playing cards ever invented, embracing tricks with cards performed by skillful manipulation and sleight of hand, by the aid of memory, mental calculation, and the peculiar arrangement of the cards. 1863.
- Book of riddles and five hundred home amusements, containing a choice and curious collection of riddles, charades, enigmas, rebuses, anagrams, transpositions, conundrums, amusing puzzles, queer sleights, recreations in arithmetic, fireside games, and natural magic, embracing entertaining amusements in magnetism, chemistry, second sight, and simple recreations in science for family and social pastime. Dick and Fitzgerald, New York 1863 (Online-Version).
- The secret out, or, One thousand tricks in drawing-room or white magic: With an endless variety of entertaining experiments. 1871.
- Hanky panky: A book of conjuring tricks. 1875.
- The Magician′s Own Book. 1877 (Online-Version).
- Parlor magic: Containing directions for performing over one hundred amusing tricks in magic and legerdemain (The People's hand book series). 1894.
- Der Tausendkünstler; eine reichhaltige Sammlung von leicht ausführbaren, höchst interessanten und überraschenden Taschenspieler- und Karten-Kunststücken, Belustigungen aus der Chemie und Arithmetik und Scherzen, zur heiteren Unterhaltung im gemütlichen Kreise. 1898.
- The secret out, or, One thousand tricks with cards, and other recreations. 1899.
- 150 magic parlor tricks: The secrets of magic simplified for the use of amateurs and beginners. H. Morris, Chicago 1907.